# Grad Lichtenvoorde
Grad Lichtenvoorde ali graščina Lichtenvoorde je nekdanji nizozemski grad v občini Oost Gelre, ki se nahaja severno od središča mesta Lichtenvoorde, v Gelderlandu predelu Achterhoek.

## Zgodovina
Leta 1312 je grad postal predmet spora med Gijsbertom IV. Bronkhorstskim in münsterskim škofom Ludvikom II. Slednji je verjel, da je Bronckhorstski grad zgradil na njegovem ozemlju brez njegovega dovoljenja, medtem ko je Bronckhorstski trdil, da teren spada pod ozemlje grofa Gelderskega in da ga ima v lasti kot njegov fevd. Leta 1616 je grad Lichtenvoorde postal upravno središče, ko je grof Limburg-Stirumski povzdignil območje v neodvisno gospostvo Lichtenvoorde. Sodniški dvorec Lichtenvoorde ali Richtershuis (dvorec) v bližini nizozemske reformirane cerkve še vedno spominja na te čase. Graščina Lichtenvoorde je stala severno od Richtershuisa in je bila porušena okoli leta 1790.

## Kapela
Leta 1496 je bila v graščini Lichtenvoorde, ob kateri se je razvilo mestece Lichtenvoorde, ustanovljena kapela. Friderik Bronkhorstski in Borkulski je naročil gradnjo kapele. Z dovoljenjem župnika iz Groenla, Paschasiusa Wilkensa, je bila posvečena. V izjavi z dne 20. junija 1496 je Friderik Bronkhorstski in Borkulski pričal, da gradnja te kapele ni kršila župnijskih pravic Groenla.

## Sodniški dvorec
Za cerkvijo sv. Janeza (Johanneskerk) stoji nacionalni spomenik Sodniški dvorec (Richtershuis) iz leta 1675, nekdanja kočijažnica gradu Lichtenvoorde.

## Arheologija
Oktobra 2013 je bil odkrit del temeljev. Prostovoljci iz arheološke delovne skupine Lichtenvoorde so kopali na dveh mestih med cerkvijo sv. Janeza (Johanneskerk) in Sodniškim dvorcem (Richtershuis). Z izkopom so lahko določili obris dela temeljev. Odkrili so 1,40 metra debel del zidu z lesenimi temeljnimi stebri in deskami ter drobce lončene posode, katerih izvor sega v 13. stoletje.